# Ash Sarkar
Ash Sarkar   (Londres, 1992) és una periodista anglesa i activista política anarcocomunista. És editora de Novara Media i fa classes a l'Institut Sandberg d'Amsterdam. Sarkar és també col·laboradora de The Guardian i The Independent.

## Trajectòria
Ashna Sarkar va néixer a Londres el 1992. La seva besàvia, Pritilata Waddedar, va ser una revolucionària bengalí que va participar en la lluita armada contra l'Imperi Britànic a Bengala a la dècada del 1930. La seva àvia treballa com a cuidadora en un hospital i la seva mare és treballadora social i activista antiracista i sindical, i va col·laborar en l'organització de marxes després de l'assassinat per motius racials d'Altab Ali el 1978.
Sarkar va estudiar una llicenciatura i un màster en literatura anglesa al University College de Londres. Va aparèixer a la sèrie documental de la BBC del 2019 Rise of the Nazis per a il·lustrar el context i la perspectiva d'Ernst Thälmann, el líder del Partit Comunista d'Alemanya del 1925 al 1933 que va morir en un camp de concentració nazi el 1944.
Després d'unir-se al Partit Laborista durant la campanya de les eleccions al Parlament del Regne Unit de 2019, Sarkar va cridar l'atenció amb comentaris mediàtics sobre el projecte socialista democràtic de Corbyn. Sarkar va anunciar que havia deixat el Partit Laborista el setembre de 2021.
El setembre de 2018, Sarkar va defensar l'activista polonesa antisionista Ewa Jasiewicz, que, juntament amb Yonatan Shapira, havia pintat Free Gaza and Palestine, liberate all ghettos en un mur del Gueto de Varsòvia. Sarkar va escriure a Twitter que les paraules de Jasiewicz i Shapira eren antiracistes, no antisemites.
Sarkar viu al nord de Londres. És musulmana i ha explicat: «Prego, medito, probablement és una espiritualitat fluixa i variada si he de ser honesta amb mi mateixa, però per a mi el nom que li puc donar és islam». El juliol de 2023 Sarkar es va casar amb la seva parella en una unió civil celebrada al districte londinenc de Hackney.

## Pensament
En els seus escrits i comentaris Sarkar ha expressat punts de vista antiimperialistes, feministes, antifeixistes i comunistes llibertaris. Ha participat en protestes antiracistes, antifeixistes i anti-Trump, i el 2018 va donar suport a una vaga de fam per a protestar contra la detenció de sol·licitants d'asil al Yarl's Wood Immigration Removal Centre de Bedfordshire. També va donar suport a les accions de Stansted 15 contra els vols de deportació.
Sarkar ha descrit la seva concepció del comunisme com «el desig de veure desmantellades les estructures coercitives de l'estat, mentre hom es diverteix. No es tracta de reduir tothom al mateix nivell de degradació, sinó de fer que els plaers i luxes estètics estiguin disponibles per a tothom». En una entrevista del 2018 a Teen Vogue, Sarkar es va descriure a si mateixa com una «crítica ferotge» del complex industrial penitenciari, del complex industrial militar, de l'ús ampliat de la guerra amb drons i de l'expansió de la deportació tant amb Barack Obama com amb Donald Trump. Va dir que la pèrdua de llocs de treball a causa de l'automatització podria donar lloc al feixisme com a forma de controlar la «població disponible excedentària». Alternativament, el temps extra creat per l'automatització podria alliberar les persones per a «imaginar diferents maneres de viure» i «realitzar les pròpies passions».
El 2025 va publicar el seu primer llibre, Minority Rule. En el llibre i la seva promoció va criticar les polítiques identitàries, considerant que dividien les minories i la classe treballadora.